# Радванці
Радванці́ — село в Україні, у Радехівській міській громаді Шептицького району Львівської області. Станом на 11.04.2008 р. населення становить 449 осіб. На даний момент населення села менше.

## Географія
Від села до столиці України Києва — 416 км. До найближчого моря — 550 км. До екватора 5589 км. До північного полюса — 4409 км. До найближчої залізниці — 11 км. До судноплавної річки — 191 км. В селі налічується 150 дворів.
На північному заході Радванці межують із с. Гоголів та с. Корчин. На північному сході із с. Новий Витків, на заході із с. Яструбичі, на півдні з с. Тишиця.
За фізико-географічним районуванням село розташоване в межах лісостепової зони (мале полісся).
Основними корисними копалинами є: кам'яне вугілля, пісок, глина, крейда.
Переважаючий тип рельєфу — денудаційні рівнини. На північ від села рельєф підвищується. Саме там знаходиться найвища точка — 242 метри над рівнем Балтійського моря. На ній розташований топографічний знак.
Як на північ, схід так і на південь від села простягнувся мішаний ліс. Вздовж південних околиць Радванець розкинулись луки. Колись вони були перезволожені, на них були гарні сіножаті. В останні десятиліття було проведено меліорацію. Рівень ґрунтових вод знизився, і тепер їх використовують як пасовища-вигони.
Клімат в межах села помірно континентальний з помірною зволоженістю, м'якою зимою з частими відлигами і помірно теплим літом. Середньорічна кількість опадів становить 650—700 мм на рік. Середня температура січня -4°С, липня +19°С.
На південь від села в межах лісу протікає річка Пересіка, яка впадає в р. Віслу. Отже, територія села є частиною річкового басейну Вісли і Балтійського моря.
В межах села є багато джерел, а також штучні басейни (ставки). Найпоширенішими ґрунтами є: чорноземи, дерново-підзолисті, піщані, глиняні.
Рослинність Радванець дуже різноманітна. В лісі ростуть гриби-опеньки, лисички, маслюки, білі гриби.
В межах села є лісові насадження це переважно широколисто-соснові ліси. Разом або окремо росте сосна, дуб, граб, береза. Поширені кущі — ліщини, горобини, ожини, а також суниця, папороть. Найпоширеніші представники фауни. Ссавці: кріт, заєць русак, їжак, білка, кабан дикий, лисиця, миша трав'яна. Плазуни: ящірка, вуж, гадюка. Земноводні: жаба трав'яна, ропуха сіра. Птахи: ластівки, горобці, лелеки, жайворонок, дятел, сова.

## Історія
Перша згадка про Радванці, що дійшла до нас, датується 1531 роком. Село належало до Белзького воєводства і Белзького повіту. Назва його ймовірно, походить від слов'янського імені Радован.
Станом на 1 січня 1939 року у селі мешкало 870 осіб (780 українців-грекокатоликів, 20 українців-римокатоликів, 60 поляків, 10 євреїв)

## Читальня «Просвіти»
Засновниками читальні були о. Іван Бирка, Григорій Сайкевич, Олекса Зузак, Онуфрій Рогуцький, Василь Сайкевич, Петро Іванів, Петро Рурка, Іван Рогуцький, Роман Зузак та Павло Шиба, котрі 10.12.1901 року підписали заяву до намісництва. Через день о. Іван Бирка вислав це до матірного товариства.
10.02.1902 року мали відбутися установчі збори читальні в хаті Тараса Іваніва. На ті збори зійшлося небагато старших господарів, але зате було повно молоді та дівчат. Спочатку всі разом відспівали молитву «Царю небесний». Далі о. Іван Бирка відкрив збори. На них прийшли і члени тишицької читальні, хоч була погана дорога. В кінці вписалися до читальні 34 особи. Було ухвалено, що господарі будуть платити членські внески по 30 сотиків, хлопці по 25, дівчата по 20 сотиків. Ухвалили купляти книжки в товариства «Просвіта» та «Общества им. М. Качковського», передплачувати газети «Свобода» та «Русское слово». Завершились збори концертом (піснями та декламаціями). Декламував хлопець Василь Сайкевич та дівчини Зузак. В кінці всі проспівали «Ще не вмерла Україна» та пізно вночі порозходилися додому.
25.01.1903 року відбулися другі загальні збори читальні в хаті Івана Микитюка. На них було констатовано, що читальня мала 50 членів, які сходилися у неділі та свята. Був при ній і чотирьох голосний хор, яким керував дяк Григорій Сайкевич. Кожен з членів за рік в середньому прочитав 24 книжки. Молодь навчалася декламацій, які робили в недільні і святкові дні. Збори вирішили передплатити газети «Свобода», «Господар», «Посланник», «Місіонар» та «Русское слово» і купляли книги обох просвітних товариств. Правда о. Матвіяс з Яструбич попередив зібраних, щоб не дуже довіряли книжкам общества Качковського та публікаціям «Русского слова». Цього дня в товариство записалися ще 22 нові члени. Завершилися збори співом національного гімну.
У 1908 році читальня мала 56 членів. Після війни читальня відновила роботу 24.10.1924 року, коли до воєводства звернувся отець Михайло Демцьо, Григорій Утинкевич, Василь Муран, Петро Микитюк та інші з проханням про реєстрацію читальні. Вже наступного року Матвій Квасниця вів у ній курс неграмотних для 9 осіб. Містилася читальня в половині громадського будинку, який спочатку ще не був викінчений. Тому читальня позичила на ремонт кошти і до середини 1925 року ще мала 400 зол боргу. Містилася в цьому будинку ще й громадська канцелярія.
Влітку 1929 року зусиллями і коштами членів читальні був відновлений хрест Свободи. 24 березня та 15 квітня 1934 року читальня брала участь у святах в селі Поздимирі.
На зборах 02.02.1936 року обговорювалося питання будівництва «Народного дому». Ініціативу висунув Олекса Шиба. Після дискусії був обраний будівельний комітет: Володимир Сайкевич, Іван Мудрик, Іван Притулка, Варвара Ваврик, Степан Буць.

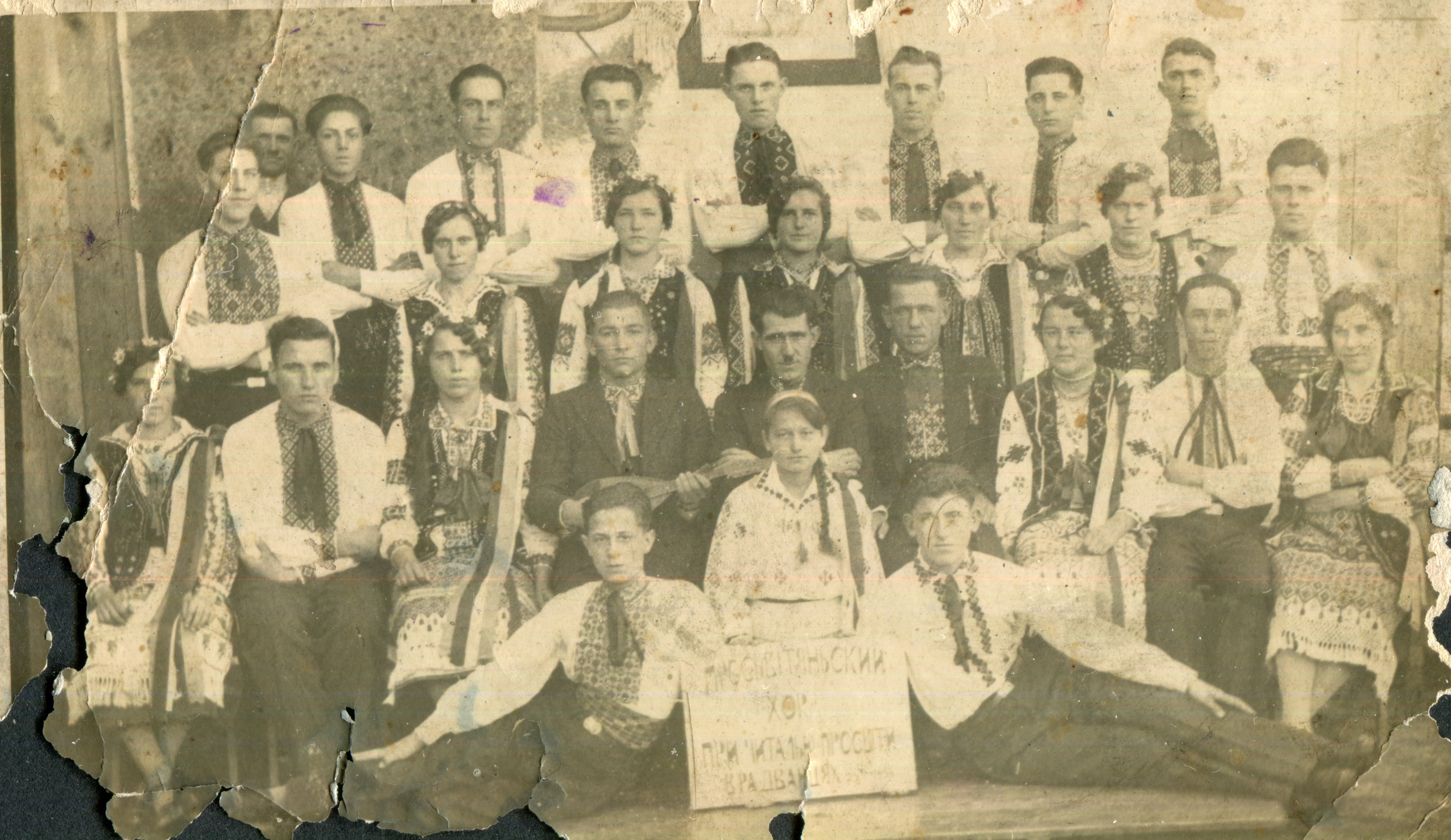
Просвітянський хор при читальні Просвіта в Радванцях, 1936 рік
У верхньому ряді зліва направо: Іванів Володимир, Фарина Степан, Фарина Михайло, Зузак Онуфрій, Муран Василь, Жуковець Григорій, Безушко Іван, Манько Володимир, Фарина Іван.
Другий ряд: Жуковець Михайло, Муран Анна, Зузак Марія, Буць Катерина, Личак Марія, невідомо, Буць Володимир.
Третій ряд: Буць Стефанія, (імя невідомо) Манурик (з м. Сокаль), Ваврик Варвара, Марцинюк Григорій, Жуковець Іван, Федір Шиба, Тимрук Анна, Мудрик Іван, Марцинюк Марія.
Четвертий ряд: Зузак Іван, Зузак Варвара, Безушко Федір.

У 1937 році читальня купила бляху для перекриття будинку. 19.01.1938 року був обраний новий склад комітету будівництва «Народного дому»: Матвій Квасниця, Григорій Мочульський та Петро Шиба. Весною 1939 року ще йшло будівництво «Народного дому».

#### Голосні читання
В умовах, коли серед членів читальні була певна кількість неграмотних людей, коли люди не могли передплачувати для себе газет, а кількість книг в читальні була обмеженою, така форма праці як голосні читальні виглядала дуже доцільною і дієвою.
Читали газети і книжки переважно свідоміші люди і пояснювали прочитане. Як правило над прочитаним відбувалися дискусії, які власне і виконували агітаційну роль, а також вчили людей думати.
Голосні читання були бажаними, бо книжки до 1939 року переважно виходили без палітурок, у вигляді окремих зошитів. Це робилися для їх здешевлення. Отже такі книжки при частому користуванні нищилися і губилися поміж людьми. Тому цінні видання читали вголос колективно. У 1927 році Петро Микитюк мав у читальні лекції про Т. Г. Шевченка та М. Шашкевича. У 1932 році голосні читання відбувалися у святкові та недільні дні. Читали Іван Квасниця, Матвіїв, Данило Ференц. Були прочитані такі книжки як «Підземна Росія», «Олюнька», «Кров за кров», «Страшна помста», «Панщина і її скасування», «Опирі», «Мотря», «Історія України» та антиалкогольний і проти нікотиновий журнал «Відродження». У 1933 року вголос читали «Історія України», «Син землі», «Богдан Хмельницький», «Шляхетське право», твори Т. Г. Шевченка. Сходилися по 25 осіб послухати. У 1935 році голосні читання відбувалися по два рази в тиждень. Проводили їх Іван Жукевич, Іван Сайкевич, Володимир Микитин. Сходилися по 30 осіб.

#### Керівники читальні
«Просвіта» була демократичною організацією і в своєму статуті передбачала, що в первинних організаціях щорічно будуть проходити звітно-виборні загальні збори, на яких будуть обиратися керівники читалень. При потребі могли відбуватися і надзвичайні збори. Як правило на звітних зборах бали присутні представники повітових філій, щоб вивчати проблеми та потреби читальні, особисто знати керівників.
Читальні утримувались виключно за рахунок членських внесків. Тому керівники читальні мусили рахувати кожен крейцер чи грош. Вони виконували свої обов'язки, виходячи з національних та громадських почуттів.
Якщо хтось не справлявся з взятими на себе обов'язками, його на наступних зборах члени замінювали іншим більш активним. Склад керівників був досить великий: голова, заступник, секретар, касир, господар. Крім того обирали ще двох-трьох членів «заступниками виділових». Тобто вони не мали обов'язків, але в будь який момент могли замінити тих, що вибули внаслідок якоїсь непередбаченої причини (виїхати з громади, потрапити до армії чи арешту). Також трьох осіб обирали до контрольної (ревізійної) комісії.
На звітно-виборних зборах голова давав звіт про виконану за рік роботу. Після обговорення звіту наставав звіт голови ревізійної комісії, а в кінці зборів відбувався вибір нових керівників. У 1930-тих роках подекуди практикувалися вибори керівників списками (лістами). Із звітів читальні її керівництво було таким (вказано дату обрання на загальних зборах, а після прізвищ — вік обраних. Скорочення ккя означає контрольна комісія):
10.02.1902 — о. Іван Бирка, Олекса Зузак, Григорій Сайкевич, Іван Микитюк, Микола Корчук, Петро Іванів, Роман Зузак.
14.12.1924 — Олекса Шиба, Петро Микитюк, Василь Муран, Яким Мочульський, Григорій Отенькевич, Степан Здріль, Михайло Іванів, отець Михайло Демцьо, Іван Шиба, Іван Фарина. Ккя — Степан Фарина, Іван Мечак, Матвій Квасниця.
1925 — Микитюк Петро, Сайкевич Володимир, Мочульський Григорій, Винник Яків, Утинкевич Григорій, Квасниця Матвій, Лаган Іван, отець Демцьо Михайло, Андрущак Семен, Здріль Степан. Ккя — Шиба Олекса, Іванів Теодор, Фарина Степан. За рік мали 7 засідань.
16.01.1927 — Петро Микитюк 34, Іван Личак 43, Григорій Мочульський 34, Теодор Іванів 34, Теодор Каїк 31, Іван Шморгай 27, отець Михайло Демцьо 45, Іван Красільчук 36, Матвій Квасниця 40, Семен Фарина 31, Ккя — Олекса Шиба 42, Петро Шиба 40, Стефанія Здріль 28. Мали 6 засідань.
1927 — Микитюк Петро 35, Фарина Степан 40, Мочульський Григорій 34, Іванів Федь 34, Сайкевич.. 30, Фарина Павло 27, Рогуцький Григорій 40, отець Демцьо Михайло 36, Зузак Данило 60, Фарина Григорій 30. Ккя — Шиба Олекса 42, Личак Іван 44, Квасниця Матвій 40. Провели 9 засідань.
1930 — Фарина Степан 40, Рогуцький Григорій 39, Квасниця Матвій 41, Трач Іван 28, Красільчук Теодор 28, Фарина Павло 27, Фарина Василь 42, отець Демцьо Мхайло 48, Мочульський Іван 29, Микитюк Євдокія 20. Ккя — Микитюк Петро 36, Красільчук Михайло 29, Панасюк Яків 45. Мали 5 засідань.
1931 — Личак Іван 46, Красільчук Михайло 28, Квасниця Матвій 44, Чередник Іван 34, Красільчук Теодор 28, Фарина Іван 36, отець Михайло Демцьо 49, Фарина Василь 43, Фарина Данило 26. Ккя — Микитюк Петро 37, Сайкевич Григорій 59, Мочульський Іван 29. Мали 9 засідань.
15.02.1932 — Іван Трочик 33, Іван Теодор 40, Данило Фарина 29, Теодор Шиба 27, Іван Мудрик 23, Павло Фарина 33, Василь Фарина 45, Василь Личак 28, Михайло Личак 30, Дмитро Процик 33. Ккя — Іван Мочульський 35, михайло Красільчук 30. Теодор Красільчук 32.
20.02.1934 — Іван Матвійчук 28, Теодор Личак 25, Теодор Іванів 40, Степан Фарина 45, Іван Мудрик 25, Іван Жукевич 26, григорій Рогуцький 42, Теодор Шиба 26, Теодор Іванів 28, Василь Іванів 29. Ккя — Петро Микитюк 40, Іван Квасниця 28, Дмитро Здріль 27. Мали 6 засідань.
02.02.1936 — Іван Жукевич, Теодор Шиба, Володимир Буць, Степан Фарина, Іван Мудрик, Петро Шульган, Притулка Іван, Матвійчук Іван, Личак Михайло, Іванів Теодор. Ккя — Микитюк Петро, Квасниця Іван, Личак Теодор.
19.01.1938 — Петро Микитюк, Іван Мазурик, Петро Салагуб, Іван Ваврик, Теодор Личак с. Івана, Іван Винник, Михайло Личак с. Федя. Василь Іванів с. Петра, Данило Фарина, Онуфрій Зузак. Ккя — Теодор Іванів, Іван Жукевич, Григорій Мочульський.

#### Членство в читальні
Керівників «Просвіти» завжди ставили завдання притягувати до праці в читальні якомога більше людей. Члени мали щорічно сплачувати членські внески, висота яких встановлювалася на загальних зборах читальні. За Австрії ця сума становила 1,20 к, за Польщі 1 зол в рік. Для молоді та жінок робилася знижка, часто платили тільки 50 %. Але ці суми важко було зібрати. Це було обов'язком касира читальні. Рішення про відрахування з членів читальні приймалося на загальних зборах. Але щоб не мати такого сорому, люди якось ті гроші знаходили і вносили до каси. Тим самим давали можливість читальні працювати (передплачувати газети, купляти книжки до бібліотеки, сплачувати внески до матірного товариства). Звіти показують таку динаміку наповнення читальні (скорочення ч, ж, х, д означають кількість чоловіків, жінок, хлопців, дівчат):
1925 рік — 181 (48 ч., 1 ж., 69 х., 63 д.). Платили по 1 зол та по 50 гр. (молодь). 19 осіб через брак коштів не змогли заплатити внесків.
1926 рік — 124 (30 ч., 2 ж., 51 х., 41 д.). 40 членів не здали внесків через бідність.
1927 рік — 160 (100 ч., 60 ж.)
1928 рік — 98 (63 ч., 35 ж.). Платили по 75 та 40 гр. в рік.
1930 рік — 120 (85 ч., 35 ж.).
1931 рік — 32 (25 ч., 7 ж.)
1933 рік — 78 (52 ч., 26 ж., 3 х., 2 д.)
1935 рік — 120 (88 ч., 32., 5 х., 3 д.) 42 дали повністю свої внески, 57 частину, 21 нічого.

#### Бібліотека
Бібліотека була обов'язковим і основним елементом читальні. Саме з неї люди мали виносити знання. Тому при заснуванні кожної читальні матірне товариство дарувало для початку невелику бібліотеку з 20-40 видань. Це були дешеві за кілька крейцерів брошури та річники ілюстрованих календарів, виданих «Просвітою» за попередні роки. Зміст цих брошур був різноманітний: релігійний, господарський, історичний, природо-пізнавальний. Кожна читальня, вписуючись у члени матірного товариства «Просвіта» і сплачуючи членські внески, отримувало безплатно дрібні видання «Просвіти». Бібліотеки поповнювалися підшивками газет, які щорічно передплачували читальні (одну чи кілька).
На перших порах люди звикали до читання простіших і легко зрозумілих видань. Після того переходили до складніших творів. Як правило, бібліотека працювала в робочі дні у вечірні години, а в святкові та недільні після обіду. Люди, які не мали належних умов вдома, могли прийти сюди і свіши за стіл прочитати газету чи книжку. Кожен виділ мав обов'язки дбати про збільшення бібліотеки, а матірне товариство час від часу проводили курси для бібліотекарів. Їх вчили як правильно зберігати книжки, вести їх облік, популяризувати в громаді.
Щоб книжки довше зберігалися, кожна громада намагалися знайти відповідних людей та послати їх на курси інтролігаторів (палітурників). В домашніх умовах такі люди зшивали зошити у блоки і виготовляли для них тверді палітурки (оправи). Також оправляли у грубі зшитки підбірки журналів. Адже це було громадське майно.
Перша бібліотека читальні постала з подарованих матірним товариством книжечок. 22.02.1902 року з м. Львів в село були відправлені 23 книжечки загальною вартістю 27,30 к.
1925 рік — 48. За рік читачі разом прочитали 271 книжку.
1926 рік — 99. За рік члени разом прочитали 876 книг. В бібліотеку приходили 3 газети, а ще 8 приходили в село.
1927 рік — 139. За рік члени прочитали 876 книг.
19.06.1927 року Петро Микитюк просив матірне товариство прислати до читальні книги: На уходах, Торбина сміху людям на втіху, Осаул Підкова, Під одну булаву, В горах, Запорожці в Сарагосі, Облога Буші, Опирі. 2 липня він просив ще надіслати ще історичні видання «Ярослав Осмомисл», «Сумерк», «Іду на вас» та інші.
1928 рік — 130. За рік члени разом прочитали 896 книг.
1930 рік — 88. За рік було прочитано 189 книг.
1931 рік — 90. За рік разом було прочитано 680 книг.
1932 рік — 115 (з них 74 неоправлені). За рік читачі разом прочитали 319 книг.
1933 рік — 96.
1934 рік — 84. В іншому звіті чомусь подано, що в бібліотеці 57 книг та 50 читачів серед 64 членів.
1935 рік — 137. Того року було докуплено 42 книжки за 45,60 зол. 89 книг не мали обкладинок (були неоправлені). 40 читачів разом прочитали 125 книг. Найбільше цікавили їх твори Степана Руданського, повість «Кармелюк», «Історія України» та «Кобзар». Зрештою не можна стверджувати що все так було як подають звіти бо в протоколі зборів 02.02.1936 року записано, що попереднього року читачі разом прочитали 2897 книг, переважно історичного характеру та про козаччину.

#### Доходи читальні.
Справою касира читальні було вести докладно облік всіх грошових надходжень і витрат. Надходження коштів були з членських внесків, вистав, забав, фестинів, а також добровільних пожертв. Бувало так, що читальня раз чи двічі на рік робили збірки, посилаючи своїх членів колядували чи щедрували «на читальню». Люди давали по кілька крейцерів чи грошей.
Кошти витрачалися на передплату газет, купівлю книг, купівлю інвентарю для читальні (лампи, нафта, дрова, приладдя для аматорського гуртка). Бувало, що за Польщі деякі органи влади вимагали з читалень ще й оплату за надання дозволів за влаштування вистав (стемпльове).
1925 рік — з вистав 202 зол., з членських внесків 131 зол., з пожертв 19,70 зол.
1926 рік — прихід 333,70 зол (з вистав 253,22 зол.)
1927 рік — прихід 515 зол. (з вистав і концертів 360,40 зол., з забав 40,66 зол, з членських внесків 111,57 зол.)
1928 рік — прихід 252,74 (з вистав 190,79 зол.)
1930 рік — прихід 504,05 зол. (з вистав 236,50 зол.)
1931 рік — прихід 288,56 зол.
1932 рік — прихід 133 зол.
1934 — прихід 223,53 зол.

#### Аматорський гурток
Аматорський гуртки були засобом згуртування молоді, а також методом об′єднання людей в міцну громаду. Виконуючи ролі на сцені, молодь входила в ці ролі, осмислювала їх, відрізняючи добре від поганого. Тому аматорські гуртки покращували моральну атмосферу в громадах, оздоровлювали емоційний стан молоді.
Концерти та вистави давали людям чудову нагоду спілкуватися між собою, а керівникам читальні вміло подавати теми для спілкування. Вистави відбувалися часто у поєднанні з іншими заходами читальні (зборами, тематичними лекціями). З вистав і концертів читальні отримували більшу частину коштів для своєї праці.
У 1925 році аматорський гурток під керівництвом Степана Здріля та Володимир Сайкевича силами 24 осіб влаштували вистави «Куди вітер віє», «Воєнна любов», «Знахарка Солоха», «Свідки», «Медвідь», «Сатана в бочці», «Весілля з поправками». На вистави сходилися від 60 до 115 глядачів. З вистав читальня отримала 202 зол доходу.
В 1926 році аматорський гурток вели Петро Микитюк і Володимир Сайкевич. Відбулося 6 вистав (Які хорі, такі доктори, Тато на заручинах, Сватання в нецках, Зрадник, У Різдвяну ніч, Шляхта ходачкова). На них сходилися по 50-100 глядачів. 22.06.1926 року аматори просили матірне товариство надіслати їм тексти вистав «Жидівка-вихристка» та «Украдене щастя». 13.12.1926 року просили прислати п'єси «Вифлеємська ніч» та «Ой, не ходи, Грицю».
У 1927 році гурток з 30 членів вів голова читальні. Влаштували за рік 5 вистав. 12.01.1928 року читальня вислала до матірного товариства світлину аматорського гуртка з проханням помістити її в газетах «Новий час» та «Народна просвіта».
У 1928 році гуртком з 36 членів керував Іван Жукевич. Дали три вистави. В 1930 році аматори дали 4 вистави (керівник гуртка Володимир Сайкевич). 1931 року відбулося 3 вистави.
У 1932 році гурток під керівництвом Володимира Сайкевича дав одну виставу «Сруль-натягайло». Тоді гуртківці мали одну картину на сцені з виглядом вільної околиці.
У 1934 році гуртком керував Іван Жукевич, а Володимир Сайкевич був режисером. Того року було дві вистави: «Лимерівна» та «Жарт з тамтого світу».
У 1935 році в аматорському гуртку під керівництвом Володимира Сайкевича було 30 членів. Поставили вистави «Потерчук», «Жінка все горою».
Треба згадати, що при читальні теж був хор. Від 1925 року Володимир Сайкевич ним керував. У 1927 році вів хор Степан Здріль. У 1930 році хор з 26 осіб вів Григорій Сайкевич.

## Радванці на картах
Мапи Фрідріха фон Міґа — військово-топографічні мапи Галичини кінця XVIII ст. (1779—1783) зі збірки Йосифінського картографування фондів австрійського Військового архіву. Мірило — 1:28 800. Створені на основі топографічних обмірів Східної Галичини, які розпочали під керівництвом фельдмаршала-генерала Зеегера, продовжив обер-лейтенант Фрідріх фон Міґ (нім. Friedrich von Mieg), у 1783—1787 роках — майор Вальдау. 
Один лист мапи охоплює територію 1,6×2,44 милі, або близько 4-х квадратних миль. На мапах є значна частина зниклих у XVIII—ХХ століттях поселень, хуторів, млинів, пасік, корчм та заїжджих дворів. Добре позначені старі ліси, дороги, пагорби, старі русла річок та струмків, болота, які в наш час можуть бути кардинально змінені під час меліоративних робіт, що може допомогти при історичних та будівничих розвідках, визначенні перспективних місць для пошуку монет та інших артефактів. 
2006 року у видавництві НУ «Львівська політехніка» вийшла друком книга «„Карта Ф. фон Міґа“ (1779—1782 pp.) як джерело до містознавства Галичини» за авторством професора кафедри історії містобудування НУ «Львівська політехніка» Галини Петришин  

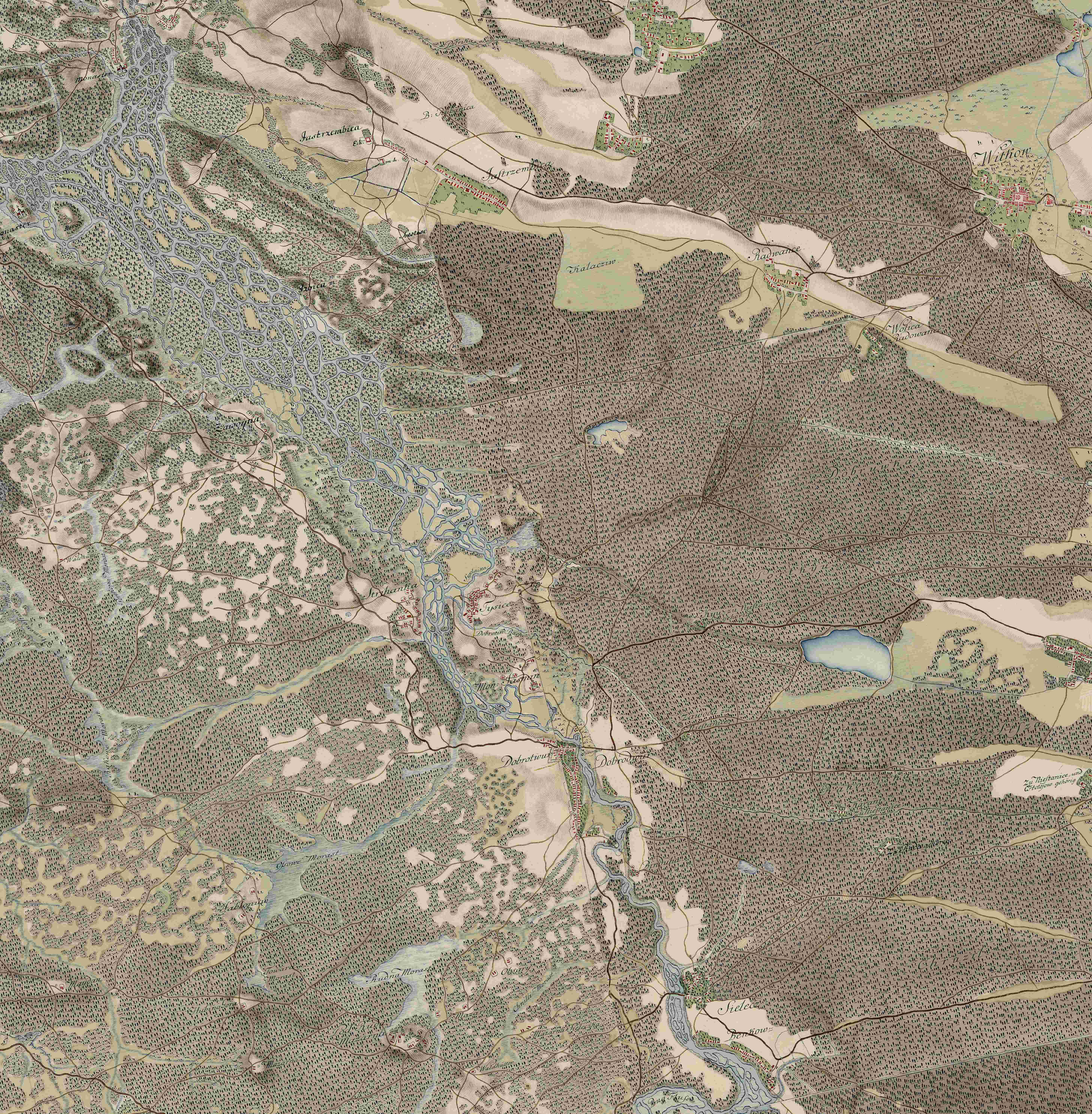
Мапа Фрідріха фон Міґа.

Топографічні карти (рос. карты топографические; англ. topographic maps, surface contour maps; нім. topographische Karten f pl) — докладні, єдині за змістом, оформленням і математичною основою загальногеографічні карти, на яких зображені природні і соціально-економічні об'єкти місцевості з властивими їм якісними і кількісними характеристиками і особливостями розміщення, без виділення якихось певних елементів серед інших. Ступінь деталізації залежить виключно від масштабу карти, вимог щодо генералізації та особливостей даної території 
Набір топографічні карти Львівської області містить 28 листів масштабу 1:100 000. Добавлено топографічну карту M-35-61 

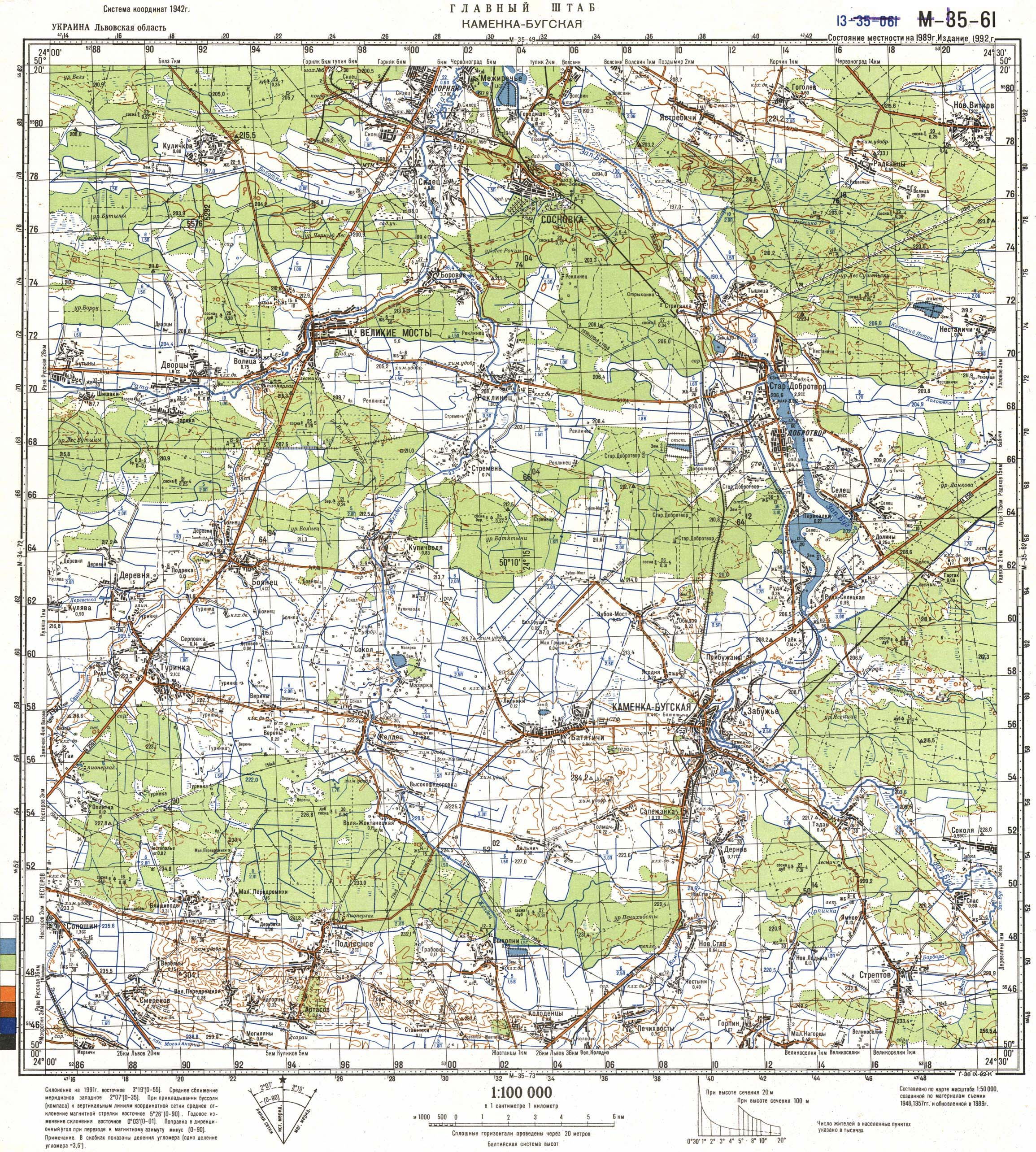
Топографічні карти Львівської області (масштаб 1:100 000)

## Сучасність
У селі розвинуте сільське господарство. За національним складом українці становлять 98 %.
Основна продукція рослинництва: пшениця, цукровий буряк, ячмінь, картопля, кормовий буряк. Серед приватного сектора розвинуте бджільництво. Основні галузі тваринництва — скотарство і свинарство.
В селі працює будинок товариства «Просвіта», торговельні заклади.

## Відомі люди
- Красільчук Володимир Ярославович (1955) — український дипломат.